# Воинские звания в Югославской королевской армии
Воинские звания в Югославской королевской армии использовались в сухопутных, морских и воздушных королевских силах и присваивались как профессиональным военным, так и воспитанникам военных училищ, проходившим срочную службу и резервистам.

## Звания
Воинские звания сухопутных и воздушных сил во многом совпадали, но при этом отличались от морских воинских званий. Вышедшие на пенсию офицеры получали перед воинским званием сокращение рез. (резерва или запаса) — например, «резерва капитан» (т.е. капитан запаса). В Югославской королевской армии были следующие воинские звания:
- рядовой состав
  - рядовой (серб. редов) / матрос (серб. морнар) / авиатор (серб. авијатичар) / жандарм (серб. жандарм)
  - капрал (серб. каплар) / матрос первого класса (серб. морнар прве класе)
  - младший унтер-офицер (серб. поднаредник)
  - унтер-офицер (серб. наредник)
- унтер-офицеры
  - старший унтер-офицер третьего класса (серб. наредник-водник треће класе) / старшина третьей статьи (серб. вођа I класе)
  - старший унтер-офицер второго класса (серб. наредник-водник друге класе) / старшина второй статьи (серб. вођа II класе)
  - старший унтер-офицер первого класса (серб. наредник-водник прве класе) / старшина первой статьи (серб. вођа I класе)
- младшие офицеры
  - подпоручик (серб. потпоручник) / поручик корвета (серб. поручник корвете)
  - поручик (серб. поручник) / поручик фрегата (серб. поручник фрегате)
  - капитан второго класса (серб. капетан друге класе) / поручик боевого корабля второго класса (серб. поручник бојног брода друге класе)
  - капитан первого класса (серб. капетан прве класе) / поручик боевого корабля первого класса (серб. поручник бојног брода прве класе)
- старшие офицеры
  - майор (серб. мајор) / капитан корвета (серб. капетан корвете)
  - подполковник (серб. потпуковник) / капитан фрегата (серб. капетан фрегате)
  - полковник (серб. пуковник) / капитан боевого корабля (серб. капетан бојног брода)
- высший офицеры
  - бригадный генерал (серб. бригадни генерал) / контр-адмирал (серб. контраадмирал)
  - дивизионный генерал (серб. дивизијски генерал) / вице-адмирал (серб. вицеадмирал)
  - армейский генерал (серб. армијски генерал) / адмирал (серб. адмирал)
  - воевода (серб. војвода)

Единственное воинское звание, которое было выведено из общей структуры воинских званий — это воевода (серб. Војвода), равноценный званию маршала или фельдмаршала в других странах. Получить это звание можно было только за исключительные боевые заслуги. Король как верховный главнокомандующий носил униформу со знаками различия воеводы. Три генерала Югославской королевской армии носили звание воеводы, которое было присвоено им ещё во время существования Королевства Сербия: Степа Степанович, Живоин Мишич и Петар Бойович. Непосредственно в годы существования Королевства Югославии это звание не присваивалось никому.
|                                               | Югославские королевские сухопутные войска | Югославские королевские военно-воздушные силы | Югославские королевские военно-морские силы | Югославская королевская жандармерия         |
| --------------------------------------------- | ----------------------------------------- | --------------------------------------------- | ------------------------------------------- | ------------------------------------------- |
| Верховный главнокомандующий и его заместитель | Воевода                                   | Воевода                                       | Воевода                                     | Воевода                                     |
| Генералы и адмиралы                           | Aрмейский генерал                         | Aрмейский генерал                             | Адмирал                                     | —                                           |
| Генералы и адмиралы                           | Дивизионный генерал                       | Дивизионный генерал                           | Вице-адмирал                                | —                                           |
| Генералы и адмиралы                           | Бригадный генерал                         | Бригадный генерал                             | Контр-адмирал                               | Бригадный генерал жандармерии               |
| Старшие офицеры                               | Полковник                                 | Полковник                                     | Корабельный капитан                         | Полковник жандармерии                       |
| Старшие офицеры                               | Подполковник                              | Подполковник                                  | Капитан фрегата                             | Подполковник жандармерии                    |
| Старшие офицеры                               | Майор                                     | Майор                                         | Капитан корвета                             | Майор жандармерии                           |
| Младшие офицеры                               | Капитан I класса                          | Капитан I класса                              | Корабельный поручик I класса                | Капитан I класса жандармерии                |
| Младшие офицеры                               | Капитан II класса                         | Капитан II класса                             | Корабельный поручик II класса               | Капитан II класса жандармерии               |
| Младшие офицеры                               | Поручик                                   | Поручик                                       | Поручик фрегата                             | Поручик жандармерии                         |
| Младшие офицеры                               | Подпоручик                                | Подпоручик                                    | Поручик корвета                             | Подпоручик жандармерии                      |
| Подофицеры                                    | Старший унтер-офицер I класса             | Старшина авиации I класса                     | Старшина флота I класса                     | Старший унтер-офицер жандармерии I класса   |
| Подофицеры                                    | Старший унтер-офицер II класса            | Старшина авиации II класса                    | Старшина флота II класса                    | Старший унтер-офицер жандармерии II класса  |
| Подофицеры                                    | Старший унтер-офицер 'III класса          | Старшина авиации III класса                   | Старшина флота III класса                   | Старший унтер-офицер жандармерии III класса |
| Солдаты                                       | Унтер-офицер                              | Унтер-офицер авиации                          | Унтер-офицер флота                          | Унтер-офицер жандармерии                    |
| Солдаты                                       | Младший унтер-офицер                      | Младший унтер-офицер авиации                  | Младший унтер-офицер флота                  | Младший унтер-офицер жандармерии            |
| Солдаты                                       | Капрал                                    | Капрал авиации                                | Матрос I класса                             | Капрал жандармерии                          |
| Солдаты                                       | Рядовой                                   | Авиатор                                       | Матрос                                      | Жандарм                                     |

## Военно-технические звания
По закону службы младшие офицеры, которые выполняли все условия для получения офицерского звания без окончания военной академии, получали специальные звания военных чиновников различных классов. Эти звания были равноценны офицерским званиям и классифицировались следующим образом:
| Класс                              | Чин               |
| ---------------------------------- | ----------------- |
| Высший военный чиновник I класса   | Бригадный генерал |
| Высший военный чиновник II класса  | Полковник         |
| Высший военный чиновник III класса | Подполковник      |
| Высший военный чиновник IV класса  | Майор             |
| Низший военный чиновник I класса   | Капитан I класса  |
| Низший военный чиновник II класса  | Капитан II класса |
| Низший военный чиновник III класса | Поручик           |
| Низший военный чиновник IV класса  | Подпоручик        |

## Цвета родов войск и звания рядовых солдат
| Цвет | Цвет                | Род войск                       | Префикс                                                    | Звание рядового | Примечания                                       |
| ---- | ------------------- | ------------------------------- | ---------------------------------------------------------- | --------------- | ------------------------------------------------ |
|      | Стальной сине-серый | Генералитет                     | серб. Општа стурка ђенералштаба серб. Општи род            | н/д             | От дивизионного генерала до воеводы.             |
|      | Тёмно-красный       | Пехота                          | серб. Пешадија                                             | серб. Редов     | От рядового до бригадного генерала.              |
|      | Тёмно-синий         | Кавалерия                       | серб. Коњички                                              | серб. Коњаник   | От рядового до бригадного генерала.              |
|      | Чёрный              | Артиллерийско-технические части | серб. Артиљеријско–технички серб. Артиљеријски             | серб. Артиљерац | От рядового до дивизионного генерала.            |
|      | Красный             | Генеральный штаб                | серб. Ђенералштабни                                        | н/д             | От майора до дивизионного генерала.              |
|      | Вишнёво-пурпурный   | Инженерно-технические части     | серб. Инжињерско-технички серб. Инжињерски серб. Геодетски | н/д             | От младшего лейтенанта до дивизионного генерала. |
|      | Кофейно-коричневый  | Военно-медицинская служба       | серб. Санитетски серб. Болничарски                         | серб. Болничар  | От рядового до дивизионного генерала.            |
|      | Тёмно-красный       | Интендатура                     | серб. Интендантски                                         | н/д             | От младшего лейтенанта до дивизионного генерала. |
|      | Пурпурный           | Военно-юридическая служба       | серб. Судски                                               | н/д             | От младшего лейтенанта до дивизионного генерала. |
|      | Кроваво-красный     | Жандармерия                     | серб. Жандармеријски                                       | серб. Жандарм   | От рядового до бригадного генерала.              |

## Генеральские флаги

Штандарт воеводы
Штандарт армейского генерала
Штандарт дивизионного генерала
Штандарт бригадного генерала